# Bheri
Bheri (in nepalese भेरी) è una municipalità urbana del Nepal situata Distretto di Jajarkot nella provincia Karnali Pradesh.
La città si trova in una zona collinare a circa 1.400 m di altitudine.
La municipalità è stata costituita nel 2015 unendo i comitati per lo sviluppo dei villaggi (VDC) di Khalanga, Punama, Bhur e Jagatipur.